# Avenida Principal de Bello Monte
Avenida Principal de Colinas de Bello Monte es el nombre de una importante arteria vial localizada entre el Municipio Libertador del Distrito Capital y el Municipio Baruta, en jurisdicción del Estado Miranda, al este del Distrito Metropolitano de Caracas y al centro norte del país sudamericano de Venezuela. Recibe esa denominación por el sector donde se ubica, Colinas de Bello Monte.

## Descripción
Se trata de una vía que conecta la Avenida La Facultad con la Avenida Río de Janeiro y la Avenida Principal de Las Mercedes, atravesando los sectores de Colinas de Bello Monte, Bello Monte Norte, Bello Monte Sur y Cerro Quintero. En su recorrido también se relaciona con la Calle Harward, Calle Don Bosco, Calle Alejandría, Calle Garcilazo, Calle Oxford, Calle Soborna, Calle Lincoln, Avenida Leonardo Da Vinci, Calle Voltaire, entre otras.
A lo largo de su trayecto destacan numerosos puntos de interés: Ciudad Banesco, el Centro Comercial Bello Monte, el Centro Roraima, la Alcaldía de Baruta, la Torre Financiera, Edificio Bel Mont, Edificio Cigarral, la estación Bello Monte del Metro de Caracas, el Distribuidor El Pulpo, entre otros.